# Atletisme als Jocs Olímpics d'Estiu de 1928 - 100 metres femenins
Els 100 metres femenins va ser una de les proves del programa d'atletisme disputades durant els Jocs Olímpics d'Amsterdam de 1928. Es va disputar el 30 i 31 de juliol de 1928.

## Medallistes
| Or                   | Plata                  | Bronze            |
| Betty Robinson (USA) | Bobbie Rosenfeld (CAN) | Ethel Smith (CAN) |

## Resultats

### Sèries
Les dues primeres classificades de cadascuna de les nou sèries passava a la final.
Sèrie 1
| Pos. | Atleta        | Nació     | Temps      | Notes |
| ---- | ------------- | --------- | ---------- | ----- |
| 1    | Anni Holdmann | Alemanya  | 13.0       | Q     |
| 2    | Edie Robinson | Austràlia | Desconegut | Q     |
| 3    | Derna Polazzo | Itàlia    | Desconegut |       |

Sèrie 2
| Pos. | Atleta         | Nació         | Temps      | Notes |
| ---- | -------------- | ------------- | ---------- | ----- |
| 1    | Erna Steinberg | Alemanya      | 12.8       | Q     |
| 2    | Mary Washburn  | Estats Units  | 12.8       | Q     |
| 3    | Nettie Grooss  | Països Baixos | 12.8       |       |
| 4    | Ruth Svedberg  | Suècia        | Desconegut |       |

Sèrie 3
| Pos. | Atleta             | Nació        | Temps | Notes |
| ---- | ------------------ | ------------ | ----- | ----- |
| 1    | Kinue Hitomi       | Japó         | 12.8  | Q     |
| 2    | Jane Bell          | Canadà       | 13.0  | Q     |
| 3    | Anne Vrana-O'Brien | Estats Units | 13.1  |       |
| 4    | Matilde Moraschi   | Itàlia       | 13.6  |       |

Sèrie 4
| Pos. | Atleta          | Nació        | Temps      | Notes |
| ---- | --------------- | ------------ | ---------- | ----- |
| 1    | Leni Junker     | Alemanya     | 12.8       | Q     |
| 2    | Elta Cartwright | Estats Units | Desconegut | Q     |
| 3    | Yolande Plancke | França       | Desconegut |       |

Sèrie 5
| Pos. | Atleta            | Nació  | Temps      | Notes |
| ---- | ----------------- | ------ | ---------- | ----- |
| 1    | Georgette Gagneux | França | 13.0       | Q     |
| 2    | Maud Sundberg     | Suècia | Desconegut | Q     |
| 3    | Luigia Bonfanti   | Itàlia | Desconegut |       |

Sèrie 6
| Pos. | Atleta         | Nació         | Temps | Notes |
| ---- | -------------- | ------------- | ----- | ----- |
| 1    | Leni Schmidt   | Alemanya      | 12.8  | Q     |
| 2    | Marjorie Clark | Sud-àfrica    | 13.0  | Q     |
| 3    | Rie Briejèr    | Països Baixos | 13.1  |       |
| 4    | Lucienne Velu  | França        | 13.5  |       |

Sèrie 7
| Pos. | Atleta           | Nació         | Temps      | Notes |
| ---- | ---------------- | ------------- | ---------- | ----- |
| 1    | Bobbie Rosenfeld | Canadà        | 12.6       | Q     |
| 2    | Betty Robinson   | Estats Units  | Desconegut | Q     |
| 3    | Lies Aengenendt  | Països Baixos | 13.0       |       |

Sèrie 8
| Pos. | Atleta         | Nació         | Temps | Notes |
| ---- | -------------- | ------------- | ----- | ----- |
| 1    | Myrtle Cook    | Canadà        | 12.8  | Q     |
| 2    | Norma Wilson   | Nova Zelanda  | 13.0  | Q     |
| 3    | Bets ter Horst | Països Baixos | 13.0  |       |

Sèrie 9
| Pos. | Atleta              | Nació   | Temps      | Notes |
| ---- | ------------------- | ------- | ---------- | ----- |
| 1    | Ethel Smith         | Canadà  | 12.6       | Q     |
| 2    | Marguerite Radideau | França  | Desconegut | Q     |
| 3    | Zinaida Liepiņa     | Letònia | Desconegut |       |
| 4    | Sidonie Verschueren | Bèlgica | Desconegut |       |

### Semifinals

#### Semifinal 1
| Pos. | Atleta            | Nació        | Temps      | Notes |
| ---- | ----------------- | ------------ | ---------- | ----- |
| 1    | Bobbie Rosenfeld  | Canadà (CAN) | 12.4       | Q, RO |
| 2    | Ethel Smith       | Canadà       | Desconegut | Q     |
| 3    | Georgette Gagneux | França       | Desconegut |       |
| 4    | Anni Holdmann     | Alemanya     | Desconegut |       |
| 5    | Mary Washburn     | Estats Units | Desconegut |       |
| 6    | Marjorie Clark    | Sud-àfrica   | Desconegut |       |

#### Semifinal 2
| Pos. | Atleta         | Nació        | Temps      | Notes |
| ---- | -------------- | ------------ | ---------- | ----- |
| 1    | Betty Robinson | Estats Units | 12.4       | Q, RO |
| 2    | Myrtle Cook    | Canadà       | Desconegut | Q     |
| 3    | Edie Robinson  | Austràlia    | Desconegut |       |
| 4    | Kinue Hitomi   | Japó         | Desconegut |       |
| 5    | Leni Junker    | Alemanya     | Desconegut |       |
| 6    | Maud Sundberg  | Suècia       | Desconegut |       |

#### Semifinal 3
| Pos. | Atleta              | Nació        | Temps      | Notes |
| ---- | ------------------- | ------------ | ---------- | ----- |
| 1    | Leni Schmidt        | Alemanya     | 12.8       | Q     |
| 2    | Erna Steinberg      | Alemanya     | 12.9       | Q     |
| 3    | Jane Bell           | Canadà       | Desconegut |       |
| 4    | Elta Cartwright     | Estats Units | Desconegut |       |
| 5    | Norma Wilson        | Nova Zelanda | Desconegut |       |
| 6    | Marguerite Radideau | França       | Desconegut |       |

### Final
| Pos. | Atleta           | Nació        | Temps | Notes |
| ---- | ---------------- | ------------ | ----- | ----- |
| 1    | Betty Robinson   | Estats Units | 12.2  | WR    |
| 2    | Bobbie Rosenfeld | Canadà       | 12.3  |       |
| 3    | Ethel Smith      | Canadà       | 12.3  |       |
| 4    | Erna Steinberg   | Alemanya     | 12.4  |       |
| –    | Myrtle Cook      | Canadà       | DQ    |       |
| –    | Leni Schmidt     | Alemanya     | DQ    |       |